# Gouverneurswahl in New York 1842
Die Gouverneurswahl in New York von 1842 fand am 8. November 1842 statt, es wurden der Gouverneur und der Vizegouverneur des Bundesstaates New York gewählt. Es war die erste Wahl, die an einem einzigen Tag abgehalten wurde. Davor wurden die Wahlen an drei Tagen abgehalten, beginnend mit dem ersten Montag im November. Die New York Legislature hat dann 1841 den Wahltag dauerhaft auf den Dienstag nach dem ersten Montag im November festgelegt.

## Kandidaten
William C. Bouck trat mit Daniel S. Dickinson als Running Mate für die Demokratische Partei an, Luther Bradish mit Gabriel Furman für die Whig Party und Alvan Stewart mit Charles O. Shepard für die Liberty Party.

## Ergebnis
| Bild   | Kandidat         | Partei               | Stimmen | Stimmen  |
| Bild   | Kandidat         | Partei               | Anzahl  | Prozent  |
| ------ | ---------------- | -------------------- | ------- | -------- |
|        | William C. Bouck | Demokratische Partei | 208.072 | 51,83 %  |
|        | Luther Bradish   | Whig Party           | 186.091 | 46,36 %  |
|        | Alvan Stewart    | Liberty Party        | 7.263   | 1,81 %   |
| Gesamt | Gesamt           | Gesamt               | 401.426 | 100,00 % |